# Bana (sikhisme)
Pour les articles homonymes, voir Bana.
Bana est la tenue de tout sikh qui suit les Écritures saintes. Elle est obligatoire pour la cérémonie d'initiation du Khalsa, mais est arborée aussi aux mariages par exemple. Elle consiste à suivre la règle des cinq K ; en plus il faut se vêtir du pantalon traditionnel, d'une ceinture autour de la taille, d'une chemise longue. L'apparence reflète la tenue de l'esprit, fixé sur le Guru Granth Sahib, le livre saint du sikhisme. S'habiller comme Dieu l'a voulu est un signe de vie consacrée à sa foi. Le bracelet en acier ou kara montre par le cercle sans fin qu'il est, l'infini du divin.